# Potter Puppet Pals
Potter Puppet Pals (auch: The Potter Puppet Pals) ist eine US-amerikanische Broadcast-Sendung bei YouTube. Erfinder dieser Broadcast-Sendung ist Neil Cicierega. The Potter Puppet Pals ist eine Adaption von Harry Potter, in der Handpuppen, die den Figuren der Harry-Potter-Filme ähneln, in mehreren bis zu fünf Minuten langen Folgen auftreten. Im Gegensatz zu den Kinofilmen und den Harry-Potter-Romanen sind die Hogwarts-Schüler Harry, Ron und Hermine nicht die Helden, sondern die Verursacher von Ärger in den einzelnen Folgen. Auch andere Kinofilme und Fernsehserien, wie TMNT – Teenage Mutant Ninja Turtles oder 2012, werden in dieser Sendung aufs Korn genommen.

## Zuschauer
Allein die Folge The Mysterious Ticking Noise wurde seit dem Upload bei YouTube im März 2007 über 100 Millionen Mal weltweit angeklickt, bis März 2017 wurde das Video sogar 172 Millionen Mal angesehen. Die Folge galt zeitweise als eines der meistgesehenen Videos bei YouTube. Mit diesem Song gewannen Potter Puppet Pals 2008 die YouTube Awards in der Kategorie Comedy. Im Video hört Snape ein mysteriöses Ticken und singt zum Rhythmus einen Song, mit der Zeit schließen sich Dumbledore, Ron, Hermine und Harry an. Gegen Ende findet Ron eine Rohrbombe, die daraufhin explodiert. Danach taucht Voldemort auf und singt eine Version von Lollipop von The Chordettes.
Die anderen Episoden der Potter Puppet Pals wurden teilweise auch bereits Millionen Mal angeklickt. Die Zuschauer äußerten sich übermäßig positiv über Harry Potter Puppet Pals. Insgesamt wurden alle Folgen insgesamt ca. 155 Millionen Mal angesehen. Mysterious Ticking Noise gewann den YouTube Award 2008 in der Kategorie Comedy.

## Folgen
- Snape's Diary (ca. 17 Mio. Zuschauer)
- The Mysterious Ticking Noise (ca. 201 Mio. Zuschauer)
- Ron's Disease (ca. 13 Mio. Zuschauer)
- The Vortex (ca. 16 Mio. Zuschauer)
- 2012 (ca. 4,3 Mio. Zuschauer)
- Live at Middle East Yule Ball (Part1: ca. 630.000 Zuschauer/Part2: ca. 1 Mio. Zuschauer)
- School is for Losers (ca. 7,8 Mio. Zuschauer)
- Wizard Swears (ca. 17,9 Mio. Zuschauer)
- Wizard Angst (17,4 Mio. Zuschauer)
- Potions Class (ca. 10,2 Mio. Zuschauer)

Trouble At Hogwarts und Bothering Snape werden auf der offiziellen Homepage gezeigt, wobei die beiden Folgen animiert dargestellt werden. Potter Puppet Palls werden auch bei Hollywood East TV ausgestrahlt.

## Hintergrund
The Potter Puppet Pals wurde von Neil Cicierega erfunden. Mit selbsterstellten Handpuppen der Figuren aus dem Harry Potter Universum kreierte er verschiedene Videos.
Das erste Video stammt aus dem Jahr 2003 und heißt Bothering Snape. Es folgten noch im selben Jahr Trouble at Hogwarts und Follow the Butterflies. In diesen Videos wurden die Handpuppen gezeichnet. Als drei Jahre später neue Videos folgten, wurden diese mit echten Handpuppen erstellt.
Das erfolgreichste Video war The Mysterious Ticking Noise mit ungefähr 172 Mio. Zuschauern bis März 2017. In dem Video singen die Harry Potter Figuren ihren Namen zum Klang einer tickenden Bombe.
Neben den Videos bei Youtube, wurde The Potter Puppet Pals in den Vereinigten Staaten auf Conventions und anderen Veranstaltungen aufgeführt. Die erste Aufführung außerhalb der USA fand im August 2017 auf der LeakyCon in Dublin statt.